# Можуга
Можуга (рос. Можуга) — селище в Коноському районі Архангельської області Російської Федерації.
Населення становить 41 особу. Входить до складу муніципального утворення Подюзьке сільське поселення.

## Історія
Від 2004 року входить до складу муніципального утворення Подюзьке сільське поселення.

## Населення
| 2002 | 2010 | 2012 |
| ---- | ---- | ---- |
| 56   | ↘43  | ↘41  |